# Mathieu Capella
Mathieu Capella est un acteur français né le 17 août 2003 à Bordeaux.
En 2020 il a été nommé aux Révélations des César pour son rôle dans Deux fils.

## Biographie

### Jeunesse
Il fait du théâtre dans la compagnie du Théâtre du Voyageur de 2010 à 2017.
Il joue son premier rôle au cinéma en 2018 dans le film Deux fils de Félix Moati. Il joue  dans son deuxième long-métrage en 2021 dans Dessine-moi une planète réalisé par Robin Bourlet et Léo Riehl dans lequel il tient le premier rôle.

## Filmographie
Sauf indication contraire, les informations mentionnées dans cette section peuvent être confirmées par les bases de données cinématographiques IMDb et Allociné,  présentes dans la section « Liens externes ».

### Acteur

#### Cinéma

##### Longs métrages
- 2018 : Deux fils de Félix Moati : Ivan Zuccarelli
- 2021 : Jugé sans justice de Lou Jeunet : Martin Santini
- 2022 : Dessine-moi une planète de Robin Bourlet et Léo Riehl : Auguste Armstrong
- 2023 : Naufrage de Robin Bourlet : Le chef électricien

##### Courts métrages
- 2021 : Le voisin de Lou de Victoria Lafaurie et Hector Albouker : Vladimir
- 2021 : Les désacordés (48hfp Rennes 2021)[2] de Robin Bourlet : Ernest
- 2022 : Rien ne sert de courir (48hfp Lyon 2022) de Robin Bourlet : Thomas
- 2023 : Antigone : L'indissociable (48hfp Lyon 2023) de Robin Bourlet : Noé Lemaire

#### Télévision

##### Séries TV
- 2021 : En thérapie : Adam Dayan (saison 2, épisodes 13 et 27)

### Scénariste

#### Courts métrages
- 2021 : Les désaccordés (48hfp Rennes 2021) (Co-écrit avec Robin Bourlet)
- 2022 : Rien ne sert de courir (48hfp Lyon 2022) (Co-écrit avec Robin Bourlet, Jérémie Baré, Jannis Boulard et Camille Picazo)
- 2023 : Antigone : L'indissociable (48hfp Lyon 2023) (Co-écrit avec Robin Bourlet et Jérémie Baré)